# معهد بحوث الحاسب
معهد بحوث الحاسب هو معهد أبحاث في مجالات الحوسبة وتقنية المعلومات، يقع في مدينة الملك عبد العزيز للعلوم والتقنية بالسعودية. تأسس عام 1412هـ (1992م) لخدمة المملكة وخططها للعلوم والتقنية في مجال تقنية المعلومات.

## رسالة
تعزيز مستوى المملكة العلمي والمعرفي في تقنية المعلومات وفي تطبيقها وفق احتياجات المملكة الاقتصادية والاجتماعية من خلال برنامج منسق لبحث وتطوير ونقل التقنية وتوطينها.

## أهداف
- تعزيز قطاع تقنية المعلومات الوطني ليكون متنامياً وابتكارياً.
- تطوير قدرات تقنية المعلومات السعودية للاستجابة لاحتياجات المملكة في مجالات مثل الشبكات وأمن المعلومات.
- تطوير تطبيقات مبتكرة عالية المستوى في تقنية المعلومات بما يناسب احتياجات المملكة المحددة مثل الاحتياجات المتعلقة بقطاع البترول والغاز وغيرها.
- تكييف وتوطين تطبيقات تقنية المعلومات بما يناسب الخدمات الإلكترونية والتجارة الإلكترونية.
- تطوير قدرات عالمية في تقنيات اللّغات، لاسيّما اللغة العربية.
- تطوير قدرات المملكة في مجالات النمذجة والمحاكاة الحاسوبية باستخدام الحوسبة العلمية.[1]

## مهام
- إعداد البحوث والدراسات لتقديم الحلول المبتكرة بجودة عالية وتقنيات متقدمة.
- تقديم الاستشارات.
- إقامة المؤتمرات واللقاءات العلمية المتخصصة.
- التعاون مع مراكز الأبحاث والتطوير الدولية.
- تأهيل الكوادر البشرية السعودية المتخصصة من خلال برنامج ابتعاث للدراسات العليا في جامعات عالمية.

## الهيكل التنظيمي
يحوي أربعة أقسام علمية، يغطّي كلّ قسم إحدى المجالات المندرجة تحت أولويات البحث والتطوير وهي:
- قسم الصوتيات واللغويات
- قسم الحوسبة العلمية
- قسم النظم والشبكات
- قسم هندسة البرمجيات والأنظمة المبتكرة

## الخطة الوطنية للبحث والتطوير
تقنية المعلومات بالغة الأهمية بالنسبة للمملكة، لكونها دافعاً مهماً لدعم الإنتاجية والتطوّر الاقتصادي لكثير من دول العالم. لذا قام المعهد عام 1429 هـ (2008م) - بالتعاون مع الجهات المعنية - بإعداد خطة وطنية متكاملة تحدد أولويات البحث والتطوير في المجال. وقد بُنيت الخطة على مُدخَلات مستخدمي تقنية المعلومات والجهات المعنية حكومياً وصناعياً وجامعياً. 
حدّدت الخطة رؤية ورسالة وأهداف وأولويات البحث والتطوير على النحو التالي:
- أن تكون المملكة مصدر ابتكار في تقنية المعلومات: بمنتجات شركاتها المبتكرة، وبحوث جامعاتها الرائدة، وكفاءاتها العلمية العالمية، ومنظومة مختبرات تخدم الجهات البحثية والصناعية، مع توفر روابط فعالة بين جميع عناصرها. وتكون المملكة بها رائدة على الصعيد الإقليمي في جوانب عديدة من تقنية المعلومات، وعلى الصعيد العالمي في المجالات ذات الأهمية الخاصة بالنسبة للمملكة.

## أولويات البحث والتطوير
حدّدت الخطة أولويات البحث والتطوير في تقنية المعلومات ضمن أربعة مجالات هي:
- الكلام واللغة - كتقنيات التعرف على الكلام والنصوص، ومحركات البحث.
- الحوسبة فائقة الأداء - كنمذجة والمحاكاة.
- نظم الحاسب والشبكات - أمن المعلومات وأنظمة التشغيل.
- هندسة البرمجيات والأنظمة المبتكرة - توطين التطبيقات والبرامج المفتوحة المصدر.